# هوهانس واهانیان
هُوْهانِس واهانیان (ارمنی: Հովհաննես Վահանյան؛ زادهٔ ۱۸۳۲ - درگذشته ۱۸۹۱) یک سیاستمدار، سیاستمدار، کنشگر اجتماعی، نویسنده، و اصلاح‌گر ارمنی‌تبار اهل امپراتوری عثمانی است.

## زندگی
وی برادرِ سربوهی دیوساب بود. هوهانس واهانیان پدر خویش را در سن ده سالگی از دست داد. مادر وی نازلی آرزومانیان واهانیان یک فرد تحصیل کرده بود. وی هوهانس را در سال ۱۸۴۸ برای فراگیری شیمی به پاریس فرستاد. در سال ۱۸۵۳ پس از بازگشت به استانبول هوهانس به شورای آموزشی ارمنیان پیوست.
وی بین سال‌های ۱۸۷۶ تا ۱۸۷۷ به عنوان وزیر دادگستری خدمت نمود.